# NGC 4187
NGC 4187 este o blazar situată în constelația Câinii de Vânătoare. A fost descoperită în 26 aprilie 1789 de către William Herschel. Se află la o distanță de 134 de megaparseci de Pământ.